# MUSC Health Women's Open
Il MUSC Health Women's Open è stato un torneo professionistico di tennis giocato sulla terra verde del Family Circle Tennis Center di Charleston negli Stati Uniti nell'unica edizione del 2021. Il torneo era classificato come WTA 250.

## Albo d'oro

### Singolare
| Anno | Campionessa  | Finalista  | Punteggio     |
| ---- | ------------ | ---------- | ------------- |
| 2021 | Astra Sharma | Ons Jabeur | 2–6, 7–5, 6–1 |

### Doppio femminile
| Anno | Campionesse                  | Finaliste                 | Punteggio           |
| ---- | ---------------------------- | ------------------------- | ------------------- |
| 2021 | Hailey Baptiste Caty McNally | Ellen Perez Storm Sanders | 6(4)–7, 6–4, [10–6] |